# TrialGP Women
TrialGP Women és el nom amb què es coneix des del 2017 el campionat del món de trial femení a l'aire lliure. Anomenat oficialment FIM Women's Trial World Championship i regulat per la FIM, és la màxima competició internacional de trial en categoria femenina. Va ser instaurat el 2000 i té caràcter anual.
La dominadora de la competició és la pilot catalana Laia Sanz amb catorze títols.

## Historial
A 26 de novembre de 2024
| Edició | Any  | Campiona     | Motocicleta | Refs. |
| ------ | ---- | ------------ | ----------- | ----- |
| I      | 2000 | Laia Sanz    | Beta        | [ 1 ] |
| II     | 2001 | Laia Sanz    | Beta        | [ 2 ] |
| III    | 2002 | Laia Sanz    | Beta        | [ 2 ] |
| IV     | 2003 | Laia Sanz    | Beta        | [ 2 ] |
| V      | 2004 | Laia Sanz    | Montesa     | [ 2 ] |
| VI     | 2005 | Laia Sanz    | Montesa     | [ 2 ] |
| VII    | 2006 | Laia Sanz    | Montesa     | [ 2 ] |
| VIII   | 2007 | Iris Krämer  | Scorpa      |       |
| IX     | 2008 | Laia Sanz    | Montesa     | [ 2 ] |
| X      | 2009 | Laia Sanz    | Montesa     | [ 2 ] |
| XI     | 2010 | Laia Sanz    | Montesa     | [ 2 ] |
| XII    | 2011 | Laia Sanz    | Montesa     | [ 3 ] |
| XIII   | 2012 | Laia Sanz    | Gas Gas     | [ 4 ] |
| XIV    | 2013 | Laia Sanz    | Montesa     | [ 5 ] |
| XV     | 2014 | Emma Bristow | Sherco      |       |
| XVI    | 2015 | Emma Bristow | Sherco      |       |
| XVII   | 2016 | Emma Bristow | Sherco      |       |
|        |      |              |             |       |
| XVIII  | 2017 | Emma Bristow | Sherco      |       |
| XIX    | 2018 | Emma Bristow | Sherco      |       |
| XX     | 2019 | Emma Bristow | Sherco      |       |
| XXI    | 2020 | Emma Bristow | Sherco      |       |
| XXII   | 2021 | Laia Sanz    | Gas Gas     | [ 6 ] |
| XXIII  | 2022 | Emma Bristow | Sherco      |       |
| XXIV   | 2023 | Emma Bristow | Sherco      |       |
| XXV    | 2024 | Emma Bristow | Sherco      |       |

## Palmarès
| Pilot        | Campionats | Anys campiona                                                                      |
| ------------ | ---------- | ---------------------------------------------------------------------------------- |
| Laia Sanz    | 14         | 2000, 2001, 2002, 2003, 2004, 2005, 2006, 2008, 2009, 2010, 2011, 2012, 2013, 2021 |
| Emma Bristow | 10         | 2014, 2015, 2016, 2017, 2018, 2019, 2020, 2022, 2023, 2024                         |
| Iris Krämer  | 1          | 2007                                                                               |
| Total        | 25         |                                                                                    |